# Karl Heinz Schnitzer
Karl Heinz Schnitzer (1962) è un ex sciatore alpino austriaco.

## Biografia
Gigantista puro, Schnitzer nella stagione 1980-1981 fu 3º nella classifica di specialità in Coppa Europa; non prese parte a rassegne olimpiche né ottenne piazzamenti in Coppa del Mondo o ai Campionati mondiali.